# Аксиния Джурова
Аксиния Добрева Джурова е български учен, специалист в историята на изкуството, филологията и кодикологията. Тя е член-кореспондент на Българската академия на науките от 2008 г.

## Биография
Дъщеря е на генерал Добри Джуров. Тя е кръстена на по-голямата си сестра, която умира през 1941 година. Завършва Българска филология в Софийския университет (1965) и История и теория на изкуството в Московския държавен университет „Ломоносов“ (1969). Кандидат на изкуствознанието (днес: доктор по изкуствознание) (1974).
От 1974 г. работи в Института за изкуствознание на БАН, защитава докторска дисертация през 1982, а от 1984 е редовен професор по история на изкуството в Софийския университет (Център по културознание).
От май 1986 г. е главен създател и първи директор на Центъра за славяно-византийски проучвания „Проф. Иван Дуйчев“ към Софийския университет. Била е зам.-ректор на СУ "Св. Климент Охридски" за периода 1986-1989 г. Член на ръководството на фондация „Елена и Иван Дуйчеви“ от създаването ѝ. От 1987 до 1995 г. е вицепрезидент на Международната асоциация за изследване на славянските култури към ЮНЕСКО. От 1989 г. е гост-професор в други университети: в Йейл (САЩ), Йерусалим, Сорбоната (Париж), както и в Института за евроазиатски изследвания (Венеция).
Член на СНС към Научната комисия по изкуствознание и изкуства на Висша атестационна комисия към Министерски съвет в периода 2006 – 2010 г.
През 2017 г. тя представя две изложби на българските автори: проф. Греди Асса и Георги Миленов в Българската галерия за съвременно световно изкуство в Рим – „Galleria della Luce di Roma“.

### Сътрудничество на специалните служби
С Решение № № 230 от 16 юни 2011 г. Комисията по досиетата установява и обявява, че от 7 юли 1973 г. Джурова е сътрудничила на Разузнавателното управление на ГЩ на БНА (РУМНО). В качеството ѝ на секретен сътрудник, псевдонимът ѝ е бил „Анна“. Не е известно кога е била свалена от действащия оперативен отчет на РУ-ГЩ.

## Трудове
Авторка е на стотици публикации и 25 книги върху средновековната култура, славянското и византийското средновековно изкуство, славянската кодикология, както и на публикации за модерното изкуство, между които се отличават 30 монографии-албуми за български художници.
- Славянска ръкописна книга в Британския музей и Библиотека. С., 1978.
- Асеманиево Евангелие, т. I, II. Ватикана, 1981.
- 1000 години българска ръкописна книга. С., 1981.
- Каталог на славянските ръкописи във Ватиканската библиотека. С., 1985.
- Томичов псалтир, т. I-II. С., 1990.
- Каталог на гръцките ръкописи в Центъра „Дуйчев“. Солун, 1994.
- Каталог на славянските ръкописи в Института за източни науки (Orientalia Cristiana Analecta, 255) Рим, 1997.
- Въведение в славянската кодикология. Византийският кодекс и рецепцията му сред славяните. С., 1997.
- La Miniatura Bizantina. I manoscritti miniati e la loro diffusione, Milano, 2001.
- Byzantinische Miniaturen. Schätze der Buchmalerei vom 4. bis zum 19. Jahrhundert. Regensburg, 2002.
- Украсата на Ватиканския кирилски палимпсест Vat. Gr. 2502. С., 2002.
- Духът на лъва, Токио 2000; (с Дайсаку Икеда). С., 2002.
- Покров Пресвятия Богородици в Самоков (с Вася Велинова, Мария Полимирова, Иван Патев). С., 2002.
- Поредица „Изчезващата памет. Срещи по пътя (том I-III). С. 2021.
- Поредица "Изчезваща памет" (том IV-VII). С. 2021.